# AirRivals
Air Rivals – gra komputerowa z gatunku MMORPG, wydana przez Gameforge AG w Europie. Jest alternatywą dla tradycyjnych gier MMORPG, oraz dla gier podobnych do GunZ'a lub Exteel'a. Jest połączeniem RPG z elementami gry akcji. Air Rivals ma długą historię, oryginalny tytuł – Ace Online pochodzi z Korei, został opublikowany w Ameryce Północnej przez Gala Net w 2005 pod nazwą Space Cowboy Online. W 2007 Gala Net została zmuszona do zamknięcia Space Cowboy Online ponieważ ich licencja wygasła. Obecny wydawca – Gameforge 4D nazwał grę Flysis Online lecz w wyniku problemów z prawami autorskimi firma zmieniła nazwę na Air Rivals.

## Zasady gry
Jest orientalną strzelanką PvP Sci-Fi, gdzie gracze kontrolują samoloty nazywane 'Gears'. Istnieją cztery różne samoloty, każdy z własnymi właściwościami. I-Gear (Idle Sniper) jest samolotem do walki w powietrzu, B-Gear (Brandy Burg) specjalizuje się w bombardowaniu powietrze-powietrze i powietrze-ziemia, M-Gear (Meadow Bugle) pełni rolę leczenia (naprawiania) innych samolotów, zaś A-Gear (Anima Mortal) jest ziemno-powietrznym czołgiem potrafiącym zamienić się w działo naziemne. Każdy gear może latać i wykonywać misje samemu. Jest tutaj sześć statystyk: Atak, Paliwo, Zręczność, Obrona, Energia, Osłona. Po założeniu postaci zostaje uruchomiony krótki Tutorial, uczący nas podstawowych funkcji załączonych w grze. Misje zazwyczaj polegają na pokonaniu potworów tzw. mobów, upolowaniu latających pszczół, pająków, nietoperzy, statków, samolotów. Jest kilka typów walki PvP, pierwszy to walka dwóch graczy, druga możliwość to wieczna walka nacji (BCU i ANI zawsze ze sobą walczą) gdzie liczba graczy walczących sięga ponad 2000 osób (po 1000 dla każdej nacji). Aby móc walczyć w taki sposób musimy zdobyć 11 poziom i wybrać jedną frakcję.

## Nowości w grze
6 lipca 2010 ukazała się aktualizacja EP 3.2, wprowadzająca do gry:
- Nowe pancerze (dostępne za kredyty, płatną walutę w grze)
- Dodatkowe mapy, Robenia i Barrenland, oraz baza frontowa Zamek Corona
- Nowe karty usprawniające: Karta Obrony, Uniku, Przebicia, zwiększająca szansę na udane ulepszenie (dokładna nazwa nieznana) i wiele innych
- Sposób rozgrywania MS'ów (MS – Mother Ship – Statek Matka): Prezydenci nacji wybierają datę i godzinę przybycia statku

Wiązało się to z utratą możliwości nanoszenia kolorów na pancerze, oraz dużej ilości pieniędzy uzyskiwanej z misji 74.